# Loxoconcha pusilla
Loxoconcha pusilla är en kräftdjursart som beskrevs av Brady och Robertson 1870. I den svenska databasen Dyntaxa används istället namnet Elofsonia pusilla. Enligt Catalogue of Life ingår Loxoconcha pusilla i släktet Loxoconcha och familjen Loxoconchidae, men enligt Dyntaxa är tillhörigheten istället släktet Elofsonia och familjen Loxoconchidae. Arten är reproducerande i Sverige. Inga underarter finns listade i Catalogue of Life.